# Nikolai Andrejewitsch Andrejew
Nikolai Andrejewitsch Andrejew (russisch Николай Андреевич Андреев; * 14. Oktoberjul. / 26. Oktober 1873greg. in Moskau; † 24. Dezember 1932 ebenda) war ein russischer Bildhauer, Grafiker und Bühnenbildner.

## Leben
Andrejew, Sohn eines Zimmerers, absolvierte in Moskau 1885–1891 die Stroganow-Schule für Kunst und Industrie und studierte 1892–1901 an der Moskauer Hochschule für Malerei, Bildhauerei und Architektur bei Sergei Michailowitsch Wolnuchin. Sehr beeinflusst wurde Andrejew von Paolo Troubetzkoy. 1904 wurde er Mitglied der Peredwischniki. Ab 1913 arbeitete er als Bühnenbildner.
Andrejews frühe Arbeiten folgten der akademischen Tradition und befassten sich mit sozialen Themen. Für das 1899–1905 von William Walcot und Lew Kekuschew gebaute Hotel Metropol fertigte Andrejew den Jahreszeiten-Fries an. 1904–1909 schuf er zusammen mit dem Architekten Fjodor Ossipowitsch Schechtel das Gogol-Denkmal mit der Bronzefigur des sitzenden Gogol auf einem Granitsockel, der von einem Bronzerelief mit den Helden Gogols umschlungen ist, nach dem Vorbild des Krylow-Denkmals Peter Clodt von Jürgensburgs im St. Petersburger Sommergarten. Das Denkmal stand am Ende des Pretschistenski Bulwar (heute Gogolewski Bulwar) bis 1952, als es Platz machen musste für ein neues Gogol-Denkmal des Bildhauers Nikolai Wassiljewitsch Tomski und schließlich im Hof des Gogol-Museums am Nikitski Bulwar aufgestellt wurde. 1909 entstand auch das Denkmal des heiligen Doktors von Moskau Friedrich Joseph Haass (Maly Kasjonny Pereulok).
Nach der Oktoberrevolution beteiligte sich Andrejew an der Realisierung des leninschen Programms der Monumentalen Propaganda. 1918–1919 errichtete er das Denkmal für die Sowjetische Verfassung auf der Sowjetskaja (Twerskaja) Ploschtschad, das 1941 abgerissen und 1954 durch ein Juri-Dolgoruki-Denkmal von Sergei Michailowitsch Orlow ersetzt wurde. Er schuf das Denkmal für Alexander Herzen und Nikolai Ogarjow auf den Sperlingsbergen (1918–1922). Anfang der 1920er Jahre stellte er zahlreiche Lenin-Porträts her (um die 100 Büsten und 200 Grafiken). Der Führer Lenin (1931–1932, Marmor) wurde von Andrejews Bruder W. A. Andrejew hergestellt. Eine Vielzahl weiterer Porträts schuf Andrejew, so auch von Anatoli Lunatscharski, Maxim Gorki, Konstantin Stanislawski, Michael Tschechow, Fjodor Schaljapin und Nikolai Kolzow (1921–1922, Tretjakow-Galerie). Andrejews Porträt Josef Stalins, das Stalin selbst beschriftete und kritisierte, zeigte ihn letztmals mit Pockennarben und verkrümmtem Arm (1922). 1926–1929 schuf Andrejew das Ostrowski-Denkmal (wieder zusammen mit Schechtel) auf der Teatralnaja Ploschtschad vor dem Maly-Theater.
Für das Moskauer Kunsttheater fertigte Andrejew Bühnenbilder an, so auch für George Gordon Byrons Kain (1920) und Gogols Revisor (1921). 1923 beteiligte sich Andrejew am Aufbau der Allrussischen Landwirtschafts-, Handwerks- und Industrie-Ausstellung.

## Werke

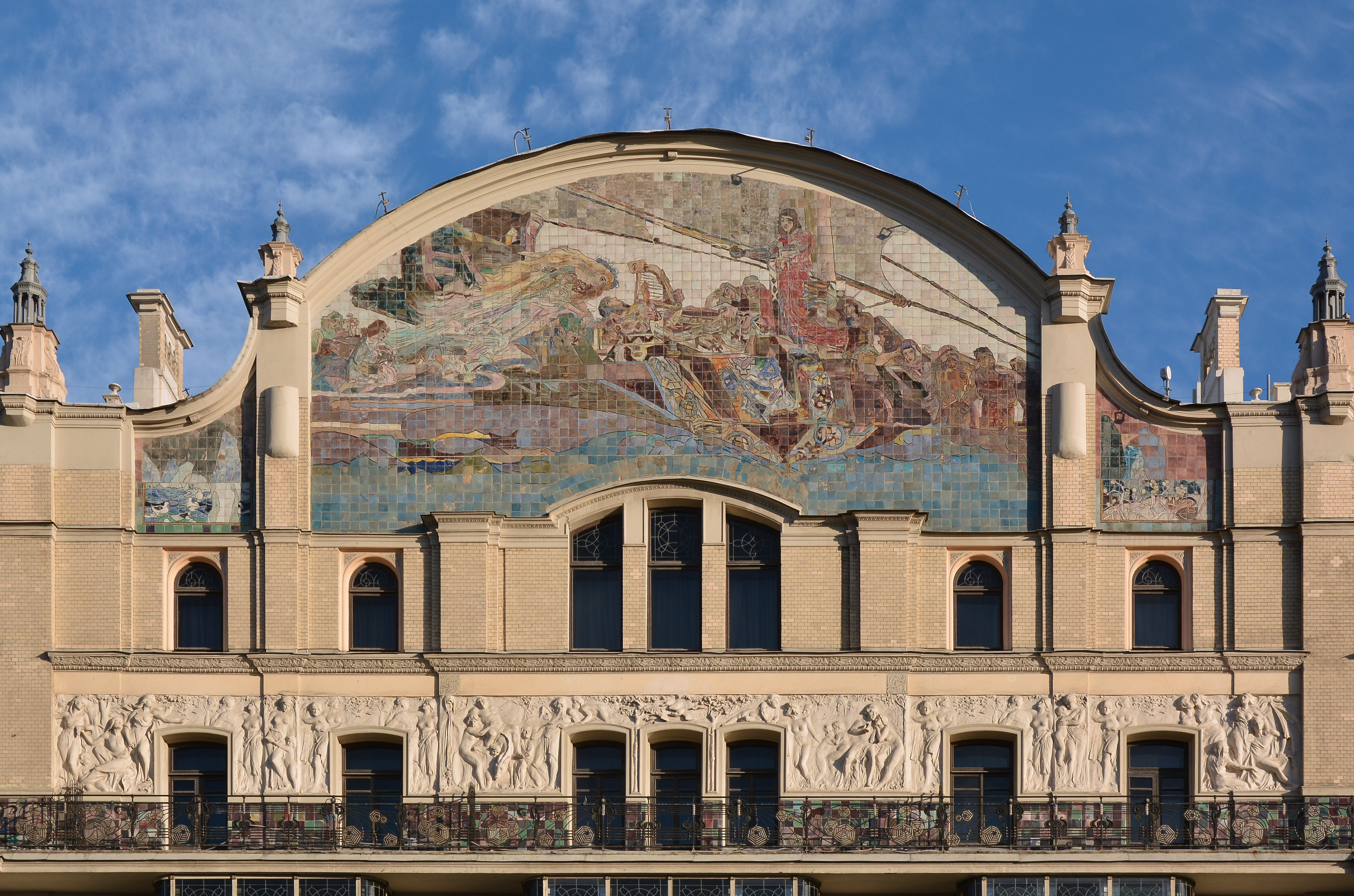
Jahreszeiten-Fries, Hotel Metropol, Teatralny Projesd 2, Moskau
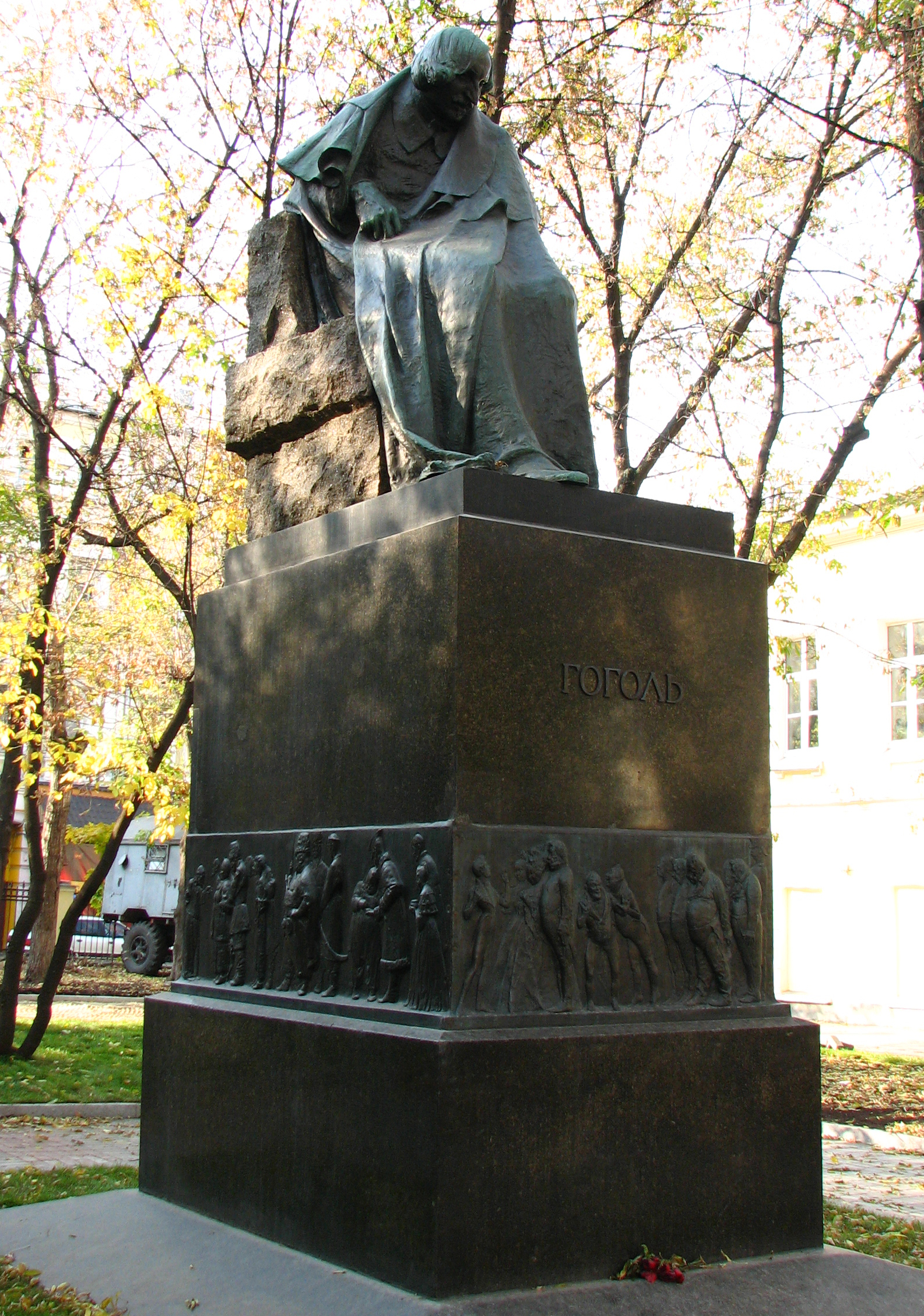
Gogol-Denkmal, Hof des Gogol-Museums, Nikitski Bulwar, Moskau
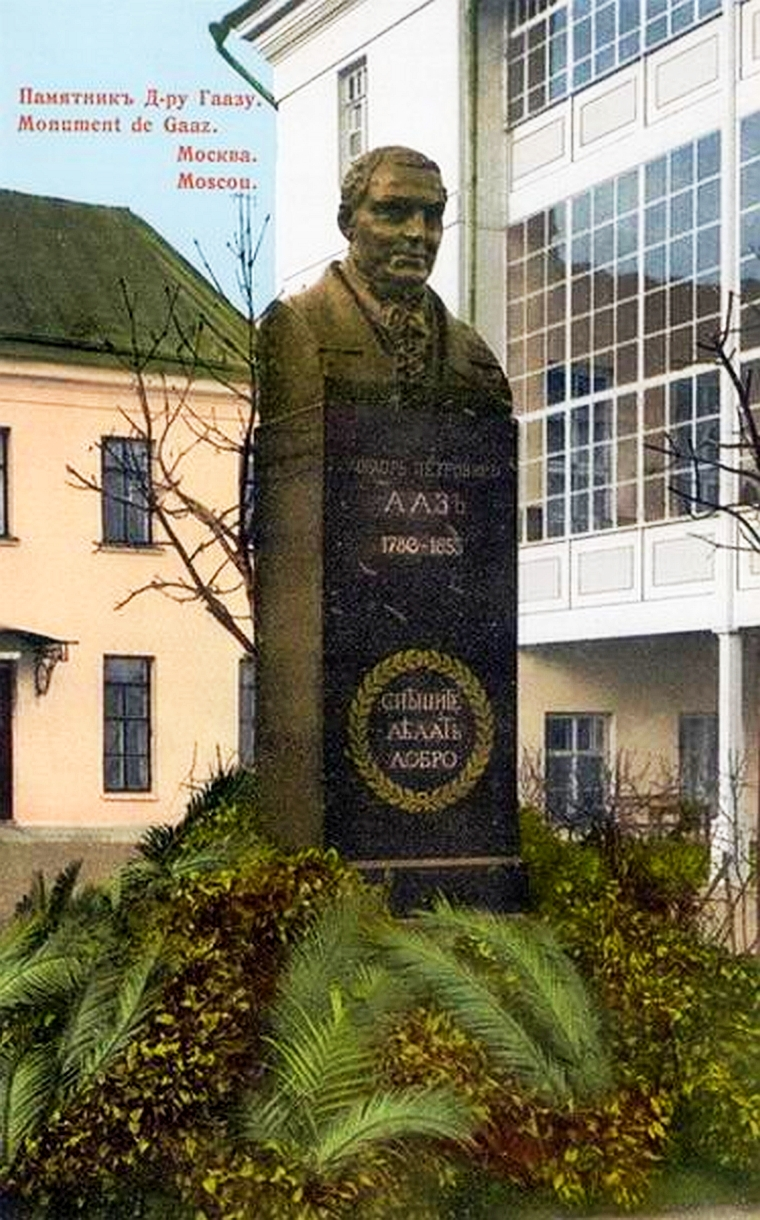
Haas-Denkmal, Maly Kasjonny Pereulok, Moskau
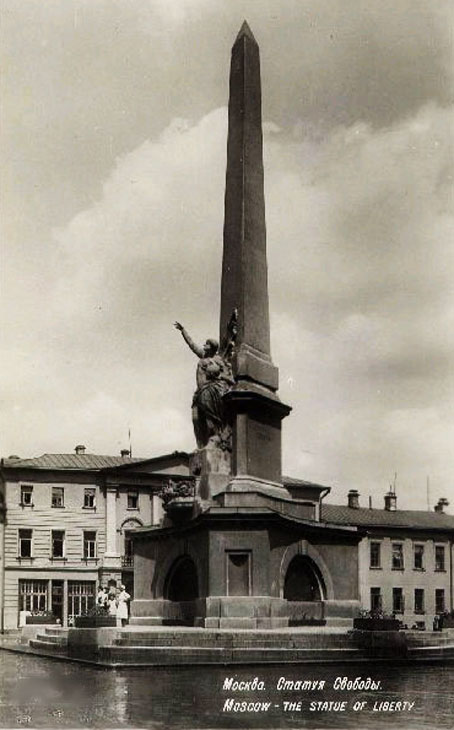
Verfassungsdenkmal (nicht erhalten)
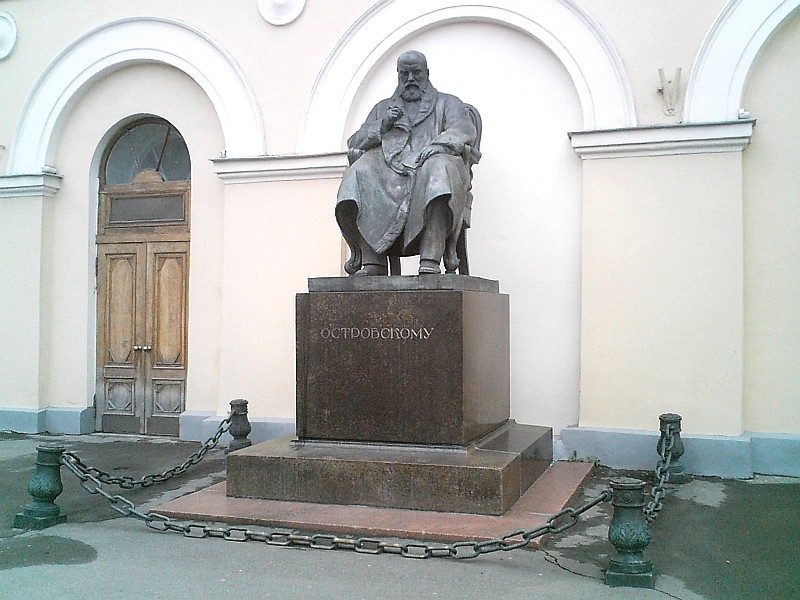
Ostrowski-Denkmal vor dem Maly-Theater, Moskau